# Induba nigrescens
Induba nigrescens är en fjärilsart som beskrevs av Sergius G. Kiriakoff 1975. Induba nigrescens ingår i släktet Induba och familjen tandspinnare. Inga underarter finns listade i Catalogue of Life.